# كيم جونغ مين
كيم جونغ مين (3 أكتوبر 1993 بكوريا الجنوبية - ) هو لاعب كرة قدم كوري جنوبي في مركز الوسط.

## روابط خارجية
- كيم جونغ مين على موقع دوري كوريا الجنوبية (الإنجليزية)
- كيم جونغ مين على موقع قاعدة بيانات كرة القدم.إي يو (الإنجليزية)
- كيم جونغ مين على موقع Soccerway.com (الإنجليزية)